# MK Bétár Jerusálajim
Az Bétár Jerusálajim (héberül: מועדון כדורגל בית"ר ירושלים Moadon Kaduregel Beitar Yerushalayim, angolul: Beitar Jerusalem F.C.) az egyik izraeli futballklub Jeruzsálem városából. A klub az ország legnagyobb rajongóival rendelkező klubja, de nem a legdíszesebb.

## Története
A klubot 1936-ban alapították, 1987-ben története során először megnyerte az izraeli bajnokságot. A klub történetének legsikeresebb időszaka az 1970-es, 1980-as évek és a 2000-es évek első fele. Az 1987-es első bajnoki címe óta a klub összesen 5 alkalommal lett első az első osztályú bajnokságban. Emellett az izraeli kupát 8, az izraeli Totó-kupát pedig 3 alkalommal hódította el az együttes. A klub történetének három magyar labdarúgója volt Sallói István, Pisont István és Sándor Tamás személyében.

## Legtöbbször pályára lépők (bajnoki)
| Helyezés | Név            | Időszak         | Mérkőzés | Gólok |
| -------- | -------------- | --------------- | -------- | ----- |
| 1        | Uri Malmilian  | 1973–89         | 423      | 140   |
| 2        | Hanan Azulay   | 1974–89         | 396      | 041   |
| 3        | Itzhak Jano    | 1968–83         | 375      | 09    |
| 4        | Yossi Mizrahi  | 1972–88         | 371      | 0     |
| 5        | Itzik Kornfein | 1995–07         | 366      | 0     |
| 6        | Eli Ohana      | 1980–87 1991–99 | 345      | 142   |
| 6        | Yossi Hakham   | 1965–80         | 345      | 01    |
| 8        | Shaul Mizrahi  | 1953–70         | 304      | 040   |
| 9        | Eitan Mizrahi  | 1989–03         | 299      | 012   |
| 10       | Sami Malka     | 1980–92         | 288      | 047   |

### Legtöbb bajnoki gól
| Hely | Név           | Időszak         | Mérkőzés | Gól |
| ---- | ------------- | --------------- | -------- | --- |
| 1    | Eli Ohana     | 1980–87 1991–99 | 345      | 142 |
| 2    | Uri Malmilian | 1973–89         | 423      | 140 |
| 3    | Raul Geller   | 1965–69         | 137      | 87  |
| 4    | Udi Rubowitch | 1963–74         | 281      | 081 |
| 5    | Yossi Aminof  | 1957–67 1970–73 | 157      | 74  |
| 6    | Sallói István | 1994–99         | 116      | 59  |
| 7    | Ronen Harazi  | 1992–97         | 134      | 58  |
| 8    | Barak Itzhaki | 2003–07 2008–10 | 181      | 057 |
| 9    | Haim Azulay   | 1962–72         | 176      | 053 |
| 10   | Itzhak Monsa  | 1958–68         | 235      | 051 |

## Trófeák
Izraeli bajnok (6)
1986–87, 1992–93, 1996–97, 1997–98, 2006–07, 2007–08
Izraeli labdarúgókupa (8)
1975–76, 1978–79, 1984–85, 1985–86, 1988–89, 2007–08, 2008–09, 2022-23
Izraeli Totó-kupa (2)
1997–98, 2009–10

## Edzők
- Jiszrael Halibner (1968–70)
- Arie Radler (1971–72)
- Emmanuel Scheffer (1979–80)
- Arie Radler (1980–81)
- Eliyahu Offer (1981–82)
- Dror Kashtan (1985–87)
- Eliyahu Offer (1988)
- Dror Kastan (1988–89)
- Ze'ev Seltzer (1989–91)
- Michael Kadosh (1991–92)
- Dror Kashtan (1992–1994)
- Yossi Mizrahi (1994–95)
- Eli Cohen (1995–1997)
- Dror Kashtan (1997–1999)
- Eli Ohana (1999–2000)
- Eli Guttman (2000)
- Yossi Mizrahi (2001)
- Eli Cohen (2001–2003)
- Eli Ohana (2003–2005)
- Ton Caanen (2005)
- Luis Fernández (2005)
- Osvaldo Ardiles (2006)
- Yossi Mizrahi (2006– 2007)
- Itzhak Shum (2007–2008)
- Reuven Atar (2008–2009)
- Itzhak Shum (2009-2010)
- David Amsalem (2010)
- Uri Malmilian (2010–2011)
- Ronny Levy (2011)
- David Amsalem (2011)
- Yuval Naim (2011–2012)
- Hanan Azulay (megbízott) (2012)
- Eli Cohen (2012–2013)
- Eli Cohen (2013)
- David Amsalem (megbízott) (2013)
- Ronny Levy (2013-2014)
- Meni Koretski (2014)
- Guy Levy (megbízott) (2015)
- Slobodan Drapić (2015–2016)
- Ran Ben Shimon (2016–2017)
- Sharon Mimer (2017)
- Gili Levanda (2017)
- Benny Ben Zaken (2017–2018)
- Guy Luzon (2018)
- Nir Klinger (2018–2019)
- Ronny Levy (2019–2020)
- Slobodan Drapić (2020–2021)
- Erwin Koeman (2021–)[2]

## Külső hivatkozások
- A klub honlapja